# Biret

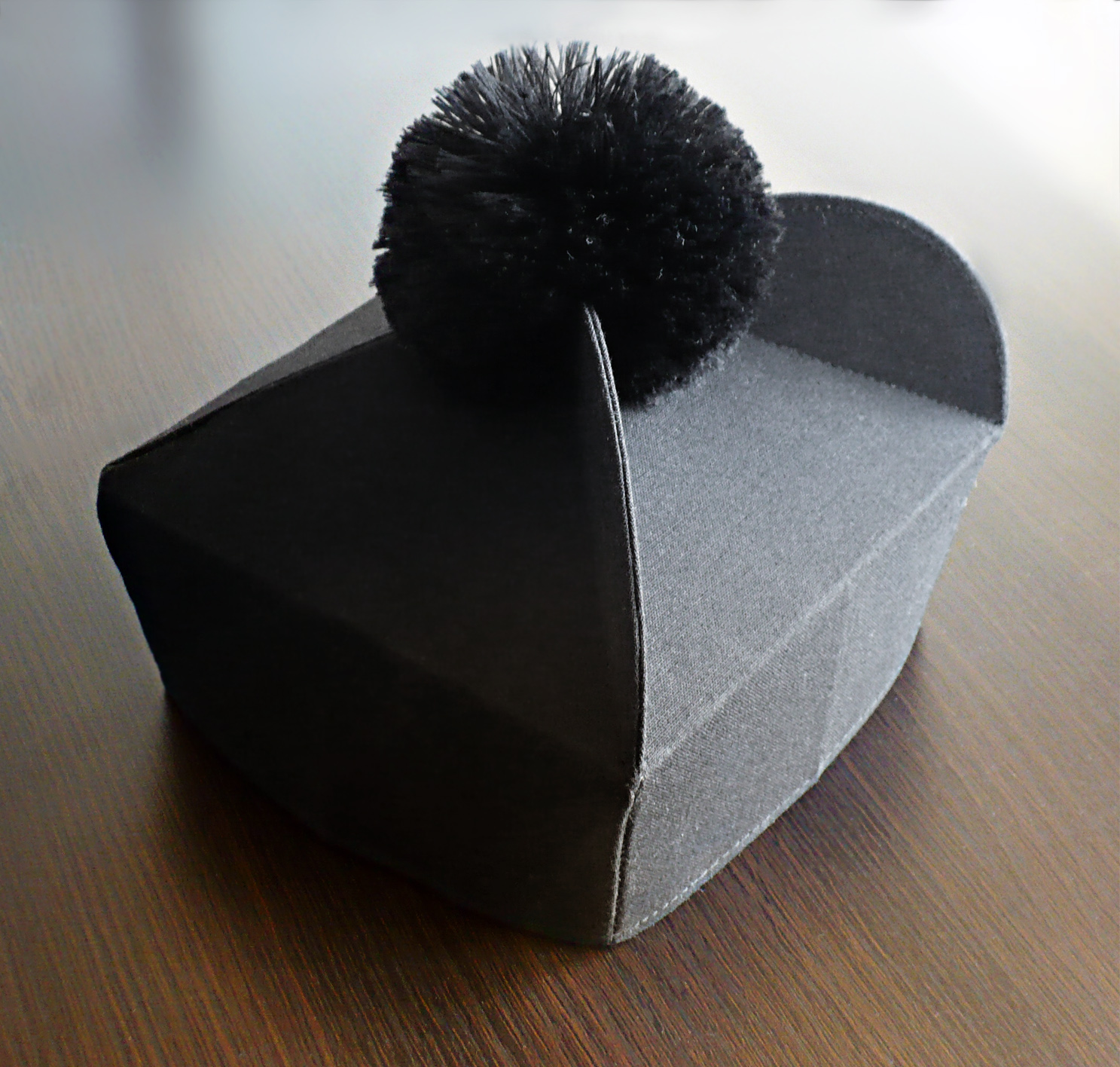
Biret

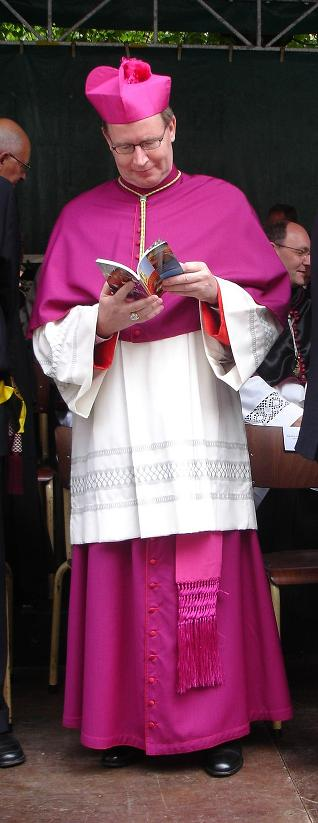
Biskup w birecie

Biret (z łaciny birretum, czapeczka) – nakrycie głowy znane już w XIII wieku we Francji, a w Polsce popularne od wieku XV. Przybierało różne formy (beret). Najczęściej jednak niewielkie, kwadratowe i ściśle związane z funkcjami:
- okrągłe nakrycie głowy – oznaka doktorska na wyższych uczelniach;
- część oficjalnego stroju sędziów, prokuratorów i adwokatów;
- nakrycie głowy duchownych Kościoła katolickiego i rzadziej pastorów, może mieć 3 (w Polsce) lub 4 rogi oraz ewentualnie pompon z wełny. Birety były wykonywane z dwóch rodzajów materiałów: jedwabnych i wełnianych. Jedwab przysługiwał w okresie letnim kardynałom i biskupom, zaś prałatom di mantelletta i di mantellone przez cały rok. Birety z materiałów wełnianych noszą zwykli księża i klerycy przez cały rok oraz kardynałowie i biskupi w okresie zimowym; używane kolory:
  - czarny – prezbiterzy bez dodatkowych godności, diakoni-celibatariusze oraz obłóczeni klerycy. Wełniane, z czarnym podbiciem. Przepisy nie pozwalały na obszycia w innym kolorze niż kolor biretu.
  - czarny z fioletowym pomponem – prezbiterzy posiadający tytuł prałata lub kanonika. Prałaci di mantelletta podbicie mieli w kolorze karmazynowym, zaś prałaci di manttellone w fioletowym.
  - czarny z czerwonym pomponem – protonotariusze pierwszych trzech klas.
  - fioletowy – biskupi i arcybiskupi także zakonni, prałaci domowi – rzeczywiści Jego Świątobliwości oraz infułaci, administratorzy apostolscy oraz niektórzy niebędący biskupami wyżsi dostojnicy Kurii Rzymskiej, jedwabny lub z sukna, z zielonym podbiciem.
  - czerwony – kardynałowie, także zakonni (jakkolwiek kardynałowie należący do katolickich Kościołów wschodnich często zachowują nakrycie głowy własnego Kościoła). Wykonane z jedwabiu falistego albo z sukna, z podbiciem szkarłatnym, zamiast pomponu jest jedwabna pętelka. Biretu otrzymanego na konsystorzu nigdy nie nosili, lecz dla okazania szacunku związanego z jego pochodzeniem, kładli go na zaszczytnym miejscu w swojej antykamerze pomiędzy dwoma świecznikami. Birety kardynałów in pectore spoczywały w prywatnej papieskiej kaplicy pod szklanymi kloszami[2].
  - biały – używany w niektórych zakonach posiadających białe habity (papież mimo białej sutanny nie nosi biretu, w zastępstwie może używać camauro)
  - w Polskim Narodowym Katolickim Kościele w RP administrator może używać biretu czarnego z niebieskim pomponem
  - w Kościele Starokatolickim Mariawitów duchowni używają szarych biretów.

## Galeria

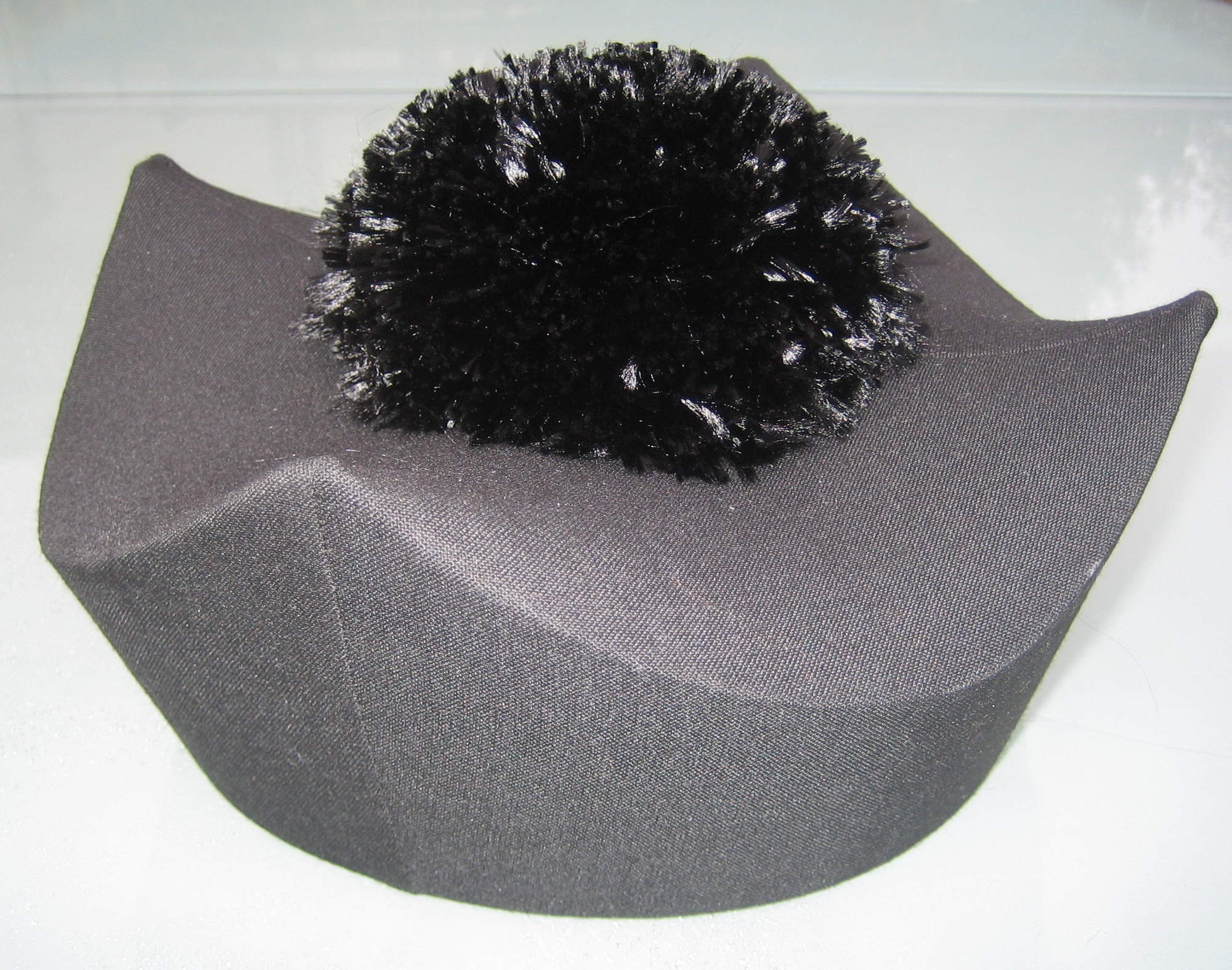
Hiszpański Bonete – Kolekcja Philippi
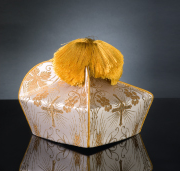
Biret – kolekcja Philippi